# João da Cruz e Sousa
João da Cruz e Sousa   (Florianópolis, 24 de novembre de 1861 - Antônio Carlos, 19 de març de 1898) va ser un poeta brasiler. Amb el malnom de Dante Negre o Cigne Negre (Dante Negro i Cisne Negro, en portuguès), va ser un dels principals representants del simbolisme al Brasil.
Segons l'historiador Antonio Candido, Cruz e Sousa va ser «l'únic escriptor eminent de pura raça negra en la literatura brasilera, on són nombrosos els mestissos».

## Biografia
Va néixer dia 24 de novembre de 1861 a la capital catarinense, fill de Guilherme da Cruz, mestre paleta i Carolina Eva da Conceição, dos esclaus que havien obtingut la manumissió. João da Cruz, des de petit, va rebre la tutela i una educació refinada per part del seu ex-senyor, el mariscal Guilherme Xavier de Sousa, de qui va adoptar el segon cognom. L'esposa del militar, Clarinda Fagundes Xavier de Sousa, no tenia fills, i va passar a protegir i cuidar de l'educació de João. Va aprendre francès, llatí i grec, a més d'haver estat deixeble de l'alemany Fritz Müller, amb qui va aprendre matemàtiques i ciències naturals.
Amb vint anys va ser nomenat director del diari Tribuna Popular, en el qual va combatre l'esclavisme i el prejudici racial. El 1883, va ser rebutjat del càrrec de fiscal de Laguna per ser negre. El 1885 va llançar el seu primer llibre, Tropos e Fantasias, en col·laboració amb Virgílio Várzea. Cinc anys després va traslladar-se a Rio de Janeiro, on va treballar com arxiver en la companyia ferroviària Estrada de Ferro Central do Brasil, escrivint també per diversos diaris. El febrer de 1893, va publicar Missal (prosa poètica baudelairiana) i l'agost, Broquéis (poesia), donant inici al simbolisme en el Brasil, que s'estendrà fins l'adveniment del modernisme al país, el 1922. El novembre d'aquest mateix any es va casar amb Gavita Gonçalves, també negra, amb qui va tenir quatre fills, tots morts prematurament per tuberculosi. Això va afectar greument la salut mental de na Gavita.

## Mort
Va morir el 19 de març de 1898 a l'estat de Minas Gerais, en la localitat de Curral Novo, llavors pertanyent al municipi de Barbacena. Cruz e Sousa havia sigut traslladat a la localitat mineira en busca d'un clima favorable pel seu tractament contra la tuberculosi. El seu cos va ser traslladat a la capital, on fou sepultat en el Cementiri de São Francisco Xavier pels seus amics, entre ells José do Patrocrínio. Les restes mortals de l'escriptor van ser traslladades al centre històric de Florianòpolis, on descansen al Palau Cruz e Sousa, antiga seu del govern de l'estat i actual Museu Històric de Santa Catarina.
Cruz e Sousa és un dels patrons de l'Acadèmia Catarinense de Lletres, representant la cadira número 15.

## Anàlisi de l'obra
Els seus poemes són marcats per la musicalitat (per l'ús constant d'al·literacions), per l'individualisme, pel sensualisme, a vegades per la desesperació, a vegades per moments de calma. S'hi troben moltes referències al color blanc, així com a la transparència, a la nebulositat i la brillantor; així com també a molts altres colors.
Dintre de les influències del simbolisme, es nota una amalgama que beu des de les aigües del satanisme de Charles Baudelaire a l'espiritualisme (i dins aquest, idees budistes i espiritistes) lligats tant a la tendències estètiques vigents com a les fases en la vida de l'autor. També té una semblança estilística amb Dante Alighieri, d'aquí li ve el malnom de "Dante negre".

Encara que gairebé la meitat de la població brasilera no sigui blanca, van ser escassos els escriptors negres, mulats o indígenes. Cruz e Sousa, per exemple, ha estat acusat d'haver-se abstingut en les qüestions referents a la condició negra. Tot i ser fill d'esclaus i haver rebut el malnom de "Cigne Negro", el poeta no va aconseguir escapar de les acusacions d'indiferència per la causa abolicionista. Estudiosos de l'autor rebaten que, malgrat que la literatura de caràcter social no formava part del simbolisme, l'autor, en alguns poemes, va retratar metafòricament la condició de l'esclau. Més enllà de la seva participació en el moviment abolicionista com a escriptor, Cruz e Sousa hi va participar des d'altres facetes més mundanes: la seva tasca en diferents diaris, també va fer xerrades i inclús va escriure uns textos antiesclavistes per la societat carnavalesca Diabo a quatro, el que va causar el desgrat de la família imperial.

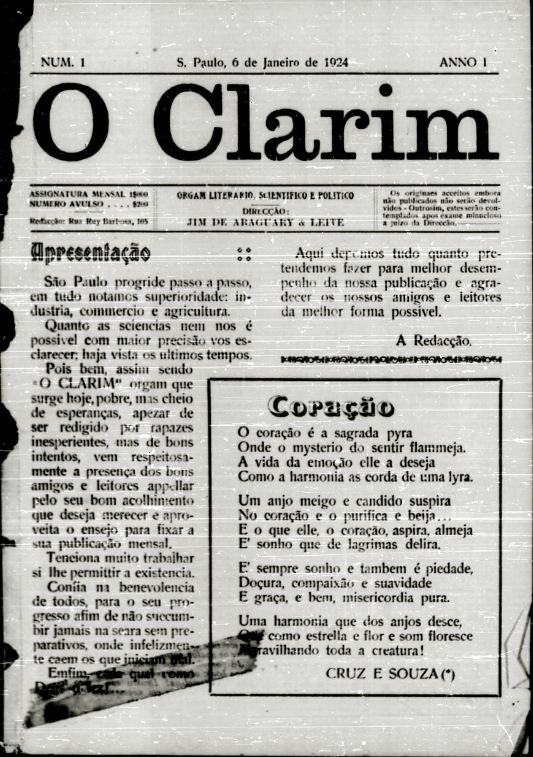
Sonet Coração, de Cruz e Sousa, en la primera edició dO Clarim da Alvorada, 1924.

## Obra
- Tropos e Fantasias (1885, poemes en prosa, amb Virgílio Várzea)
- Missal (1893, poemes en prosa)
- Broquéis (1893, poesia)

### Pòstuma
- Evocações (1898, poemes em prosa)
- Faróis (1900, poesia)
- Últimos Sonetos (1905)
- Outras evocações (1961, poema em prosa)
- O livro Derradeiro (1961, poesia)
- Dispersos (1961, poemes em prosa)

## Llegat i homenatges

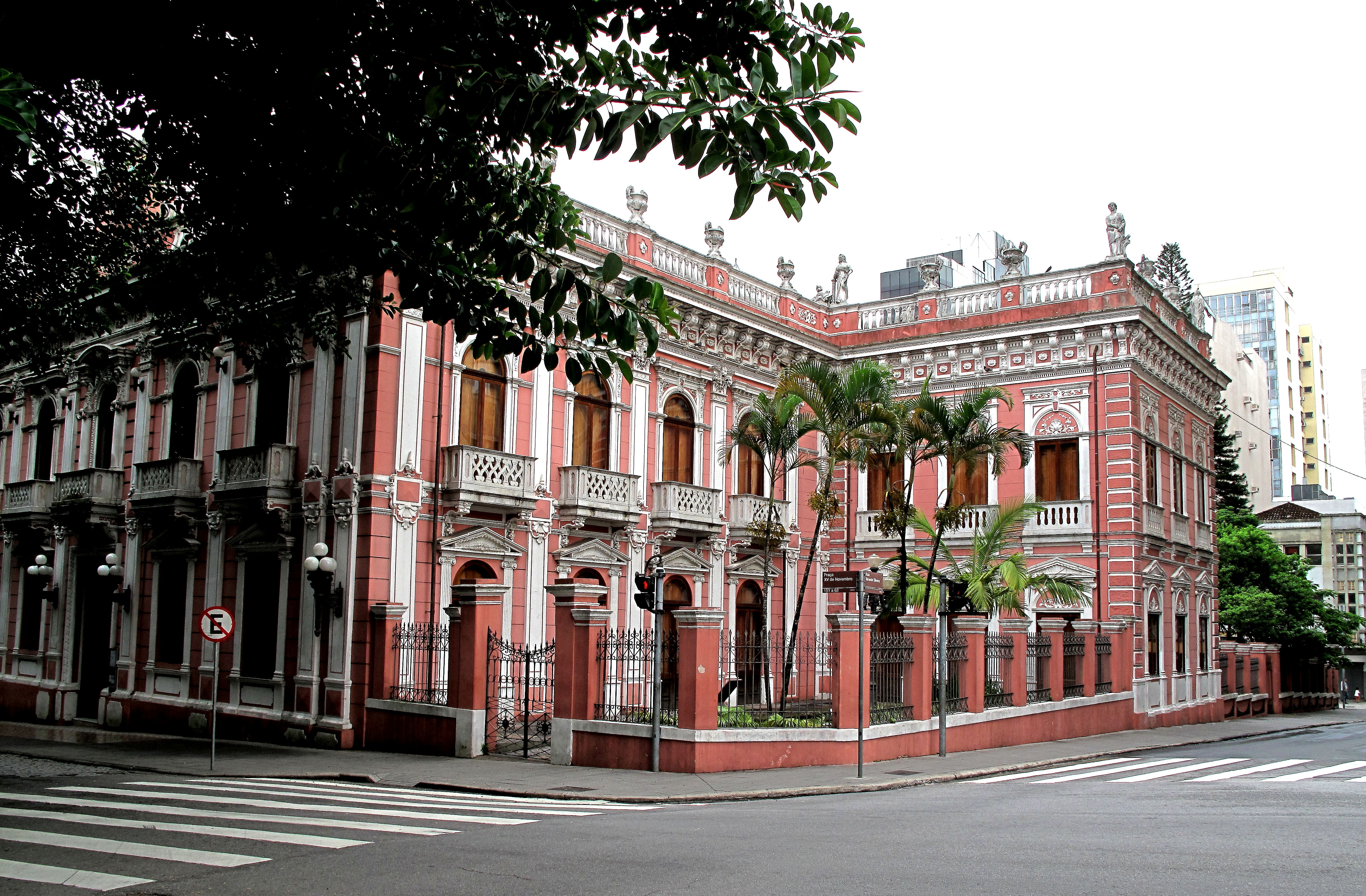
Palácio Cruz e Sousa, a Florianópolis.

A Florianópolis, on Cruz e Sousa va néixer, l'antic Palau del Govern va rebre el nom del poeta i allà es troben les seves restes mortals: és el Palau Cruz e Sousa, edifici eclèctica tocar de la Plaça XV de novembre i la catedral, punts turístics de la ciutat. Un gran mural amb la imatge del poeta se situa en l'edifici veí. A més d'això, diversos municipis li fan tribut, utilitzant el seu nom per nomenar carrers i avingudes. A Lages (Santa Catarina), existeix el Clube Cruz e Sousa, una entitat que preserva la seva història i promou la cultura afrobrasilera.
Sylvio Back va dirigir una pel·lícula sobre el poeta, estrenada el 1998 i protagonitzada per Kadu Karneiro. Tot el text de la pel·lícula està format per poemes de Cruz e Sousa. Joel Rufino dos Santos va publicar el 2012 la novel·la Claros sussurros de celestes ventos, en que figuren com a personatges el poeta i la Núbia, que dona nom a un dels poemes de Broquéis.